# Açma
 (mai 2021).
L'açma est un pain au lait légèrement sucré, proche de la brioche. Il fait partie de la cuisine turque traditionnelle et se déguste avec du thé au petit déjeuner ou au goûter.

## Origine de l'açma
Sa consommation est répandue à travers toute la Turquie et il n'existe pas d'appellation d'origine contrôlée pour cette viennoiserie. En outre, aucune région ou ville ne revendique son origine et son invention. Ainsi, malgré sa popularité, peu de recherches scientifiques ont été menées à son sujet et l'histoire de l'açma est mal connue.
Le nom açma semble être dérivé du verbe turc « açmak » (ouvrir) qui est utilisé en contexte culinaire dans l'expression « hamur açmak » qui signifie étaler la pâte, comme par exemple pour réaliser une pâte de type yufka. En 1963, le nom açma est attesté en langue vernaculaire à Isparta pour désigner une pâte étalée au rouleau à pâtisserie et à Amasya comme un pain de type pide, ce qui ne correspond pas à la dénomination actuelle. Néanmoins, le dictionnaire de turc moderne défini bien l'açma comme un pain au lait, épais et sans sésame.

## Description

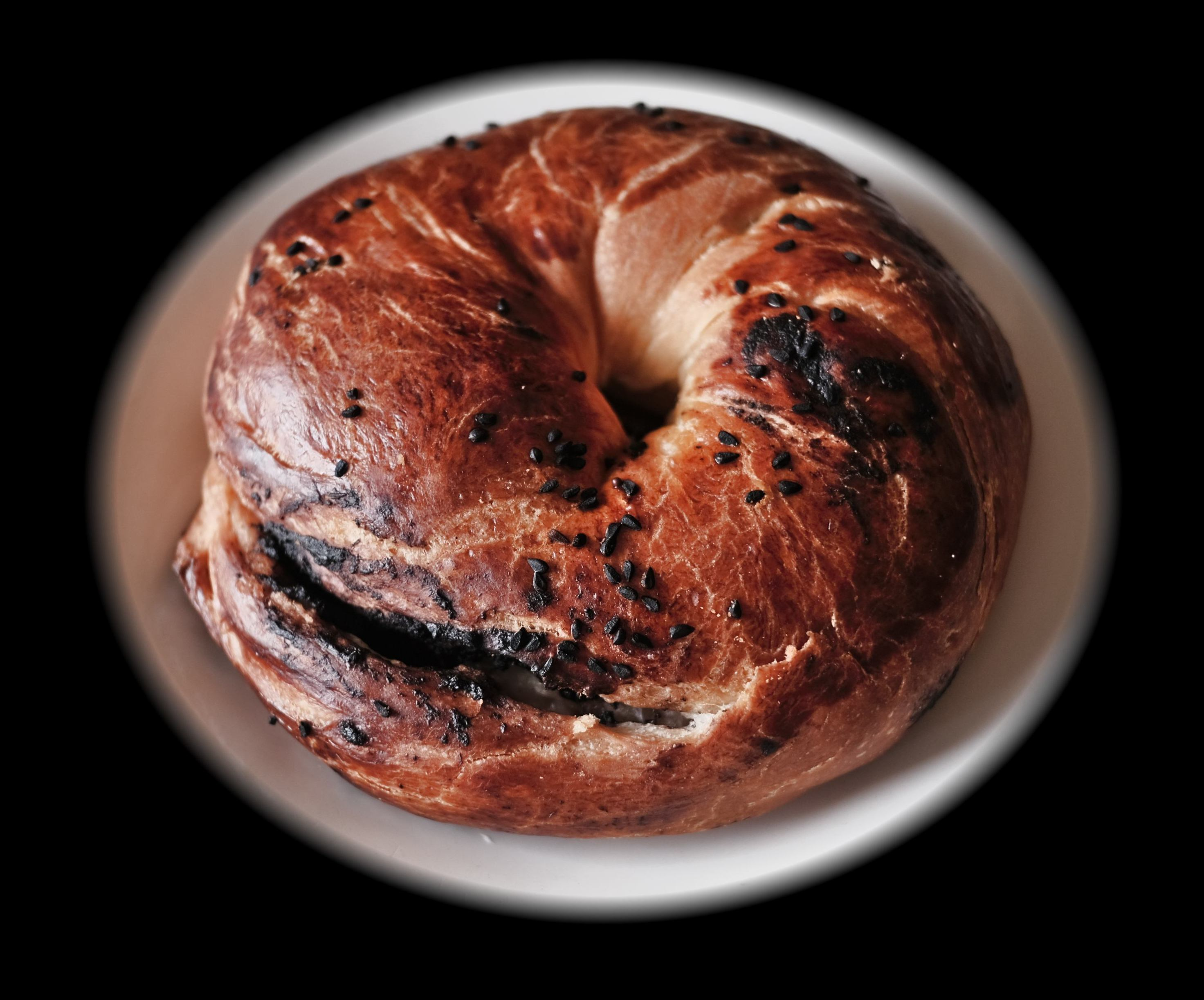
Açma fourré à la pâte d'olive et garni de graines de cumin noir.

L'açma a une forme circulaire d'une dizaine de centimètres de diamètre et pèse entre 120 et 150 gr. Le plus souvent, la pâte est faite à partir de farine blanche de blé, du lait, de la levure, un peu de sucre et du sel. Après le pétrissage de la pâte, elle est divisée en pâtons et chacun sera formé en açma. Il est alors nécessaire de laisser reposer la pâte environ une heure afin qu’elle lève. Ensuite, l'açma est doré au jaune d’œuf, garni de graines de cumin noir puis est mis au four pour la cuisson (une vingtaine de minutes à 180 °C). La pâte ne contient pas d'œuf, à la différence des poğaça, mais uniquement du jaune d'œuf pour la dorure.
Ainsi, cette viennoiserie appartient au groupe des petits pains turcs appelés çöreks. L'açma se distingue du poğaça par sa pâte levée et l'utilisation de beurre (et non d'huile) et se différencie du simit par sa pâte moelleuse et l'absence de sésame (tahini).

## Consommation
L'açma est consommé dans la cuisine turque au petit déjeuner ou au goûter, plutôt le matin car il se consomme frais. Il est également apprécié lors du suhur, le repas que prennent les musulmans juste avant l'aube durant le mois de ramadan. Il est mangé comme tel ou bien avec un accompagnement sucré comme de la confiture, du miel, du pekmez ou de la pâte à tartiner de noisettes ou au chocolat. Peu sucré, il est aussi consommé au salé soit avec des olives (voir les  variantes) ou bien avec du fromage frais comme le beyaz peynir, ou de la crème de gruyère, voir plus rarement avec du beurre de cacahuètes.
Il est souvent vendu dans la rue comme « street food », à côté des simits et des çatals.

## Variantes
Si l'aspect circulaire et le moelleux de la pâte sont des dénominateurs communs de l'açma, il existe de nombreuses variétés offertes par les pâtisseries. Les principales variantes sont :
- le zeytinli açma, un açma fourré à la pâte d'olives (noires)[7],[5] ;
- le haşhaşlı açma, une variante fourrée à la pâte de graine de pavot[8] ;
- le çikolatalı açma, un açma fourré au chocolat [9] ;
- le patatesli açma, une variante d'açma fourré à la purée de pommes de terre[10] ;
- le kaşarlı açma, un açma fourré au fromage[11].

## Galerie

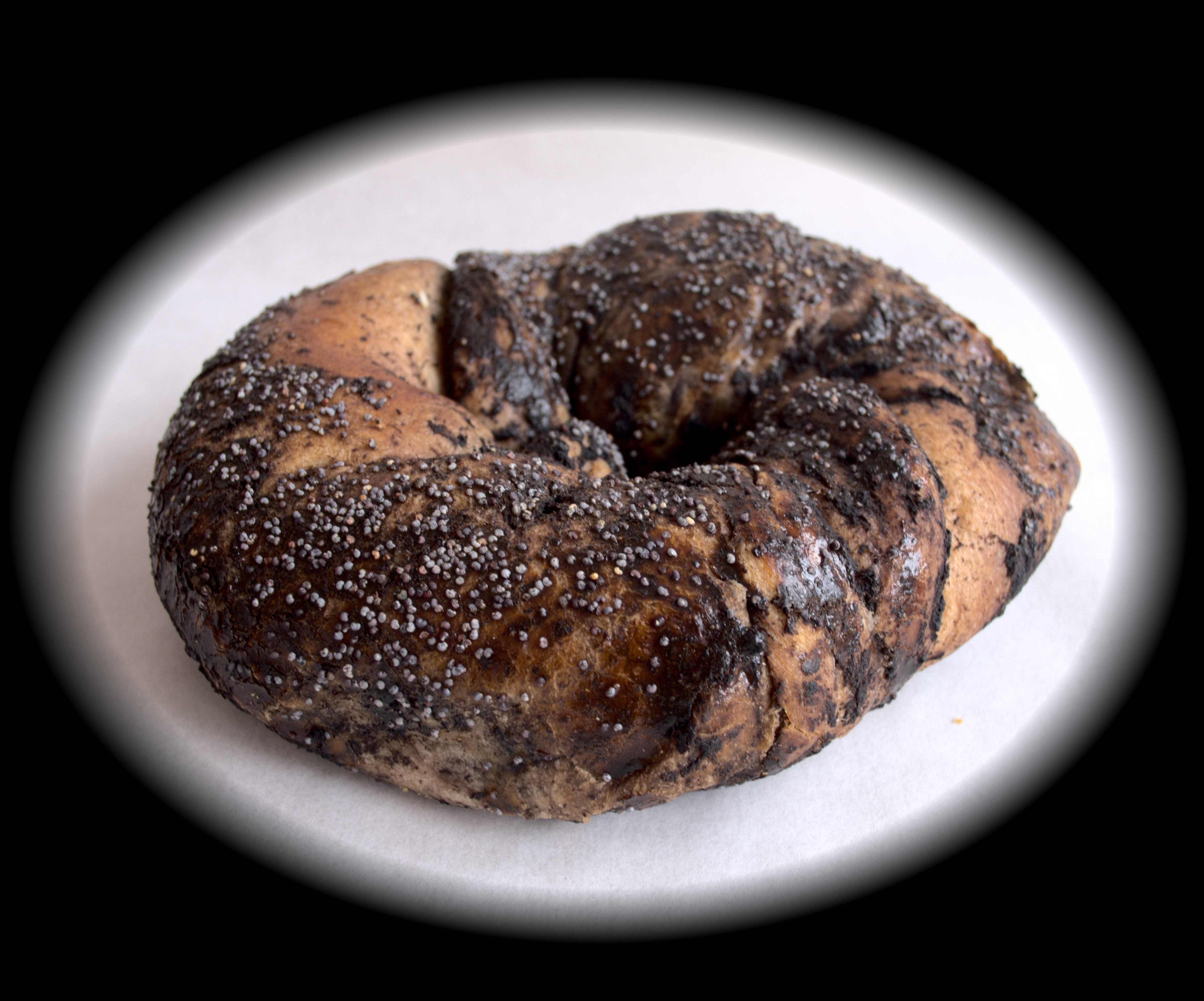
Açma (zeytinli ve haşhaşlı) fourré à la pâte et aux olives noires et garni de graines de pavot.
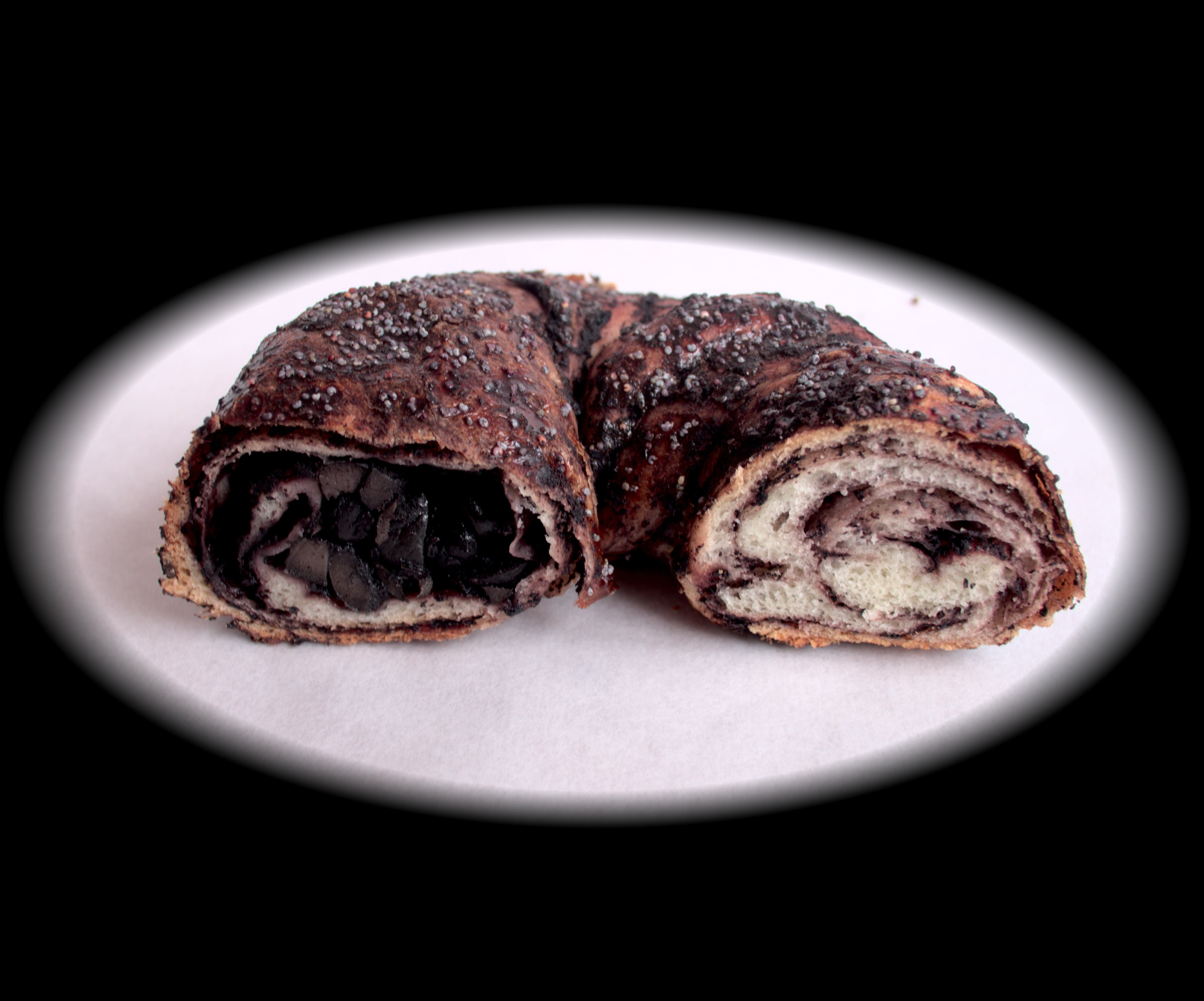
Vue de l'intérieur moelleux d'un açma aux olives et graines de pavot (variante zeytinli ve haşhaşlı).
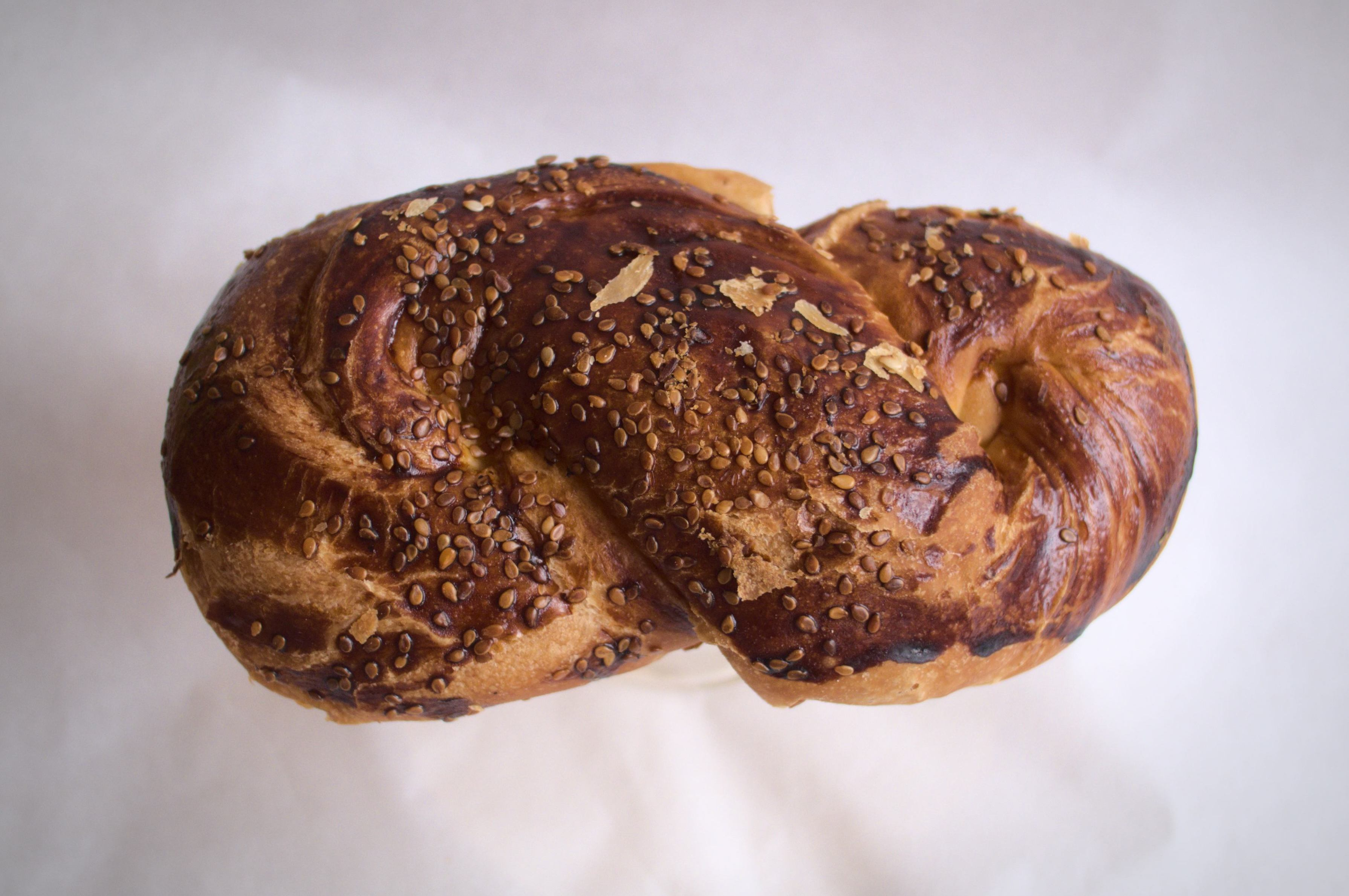
Vue du dessus d'un açma fourré à la purée de pommes de terre (variante patatesli).
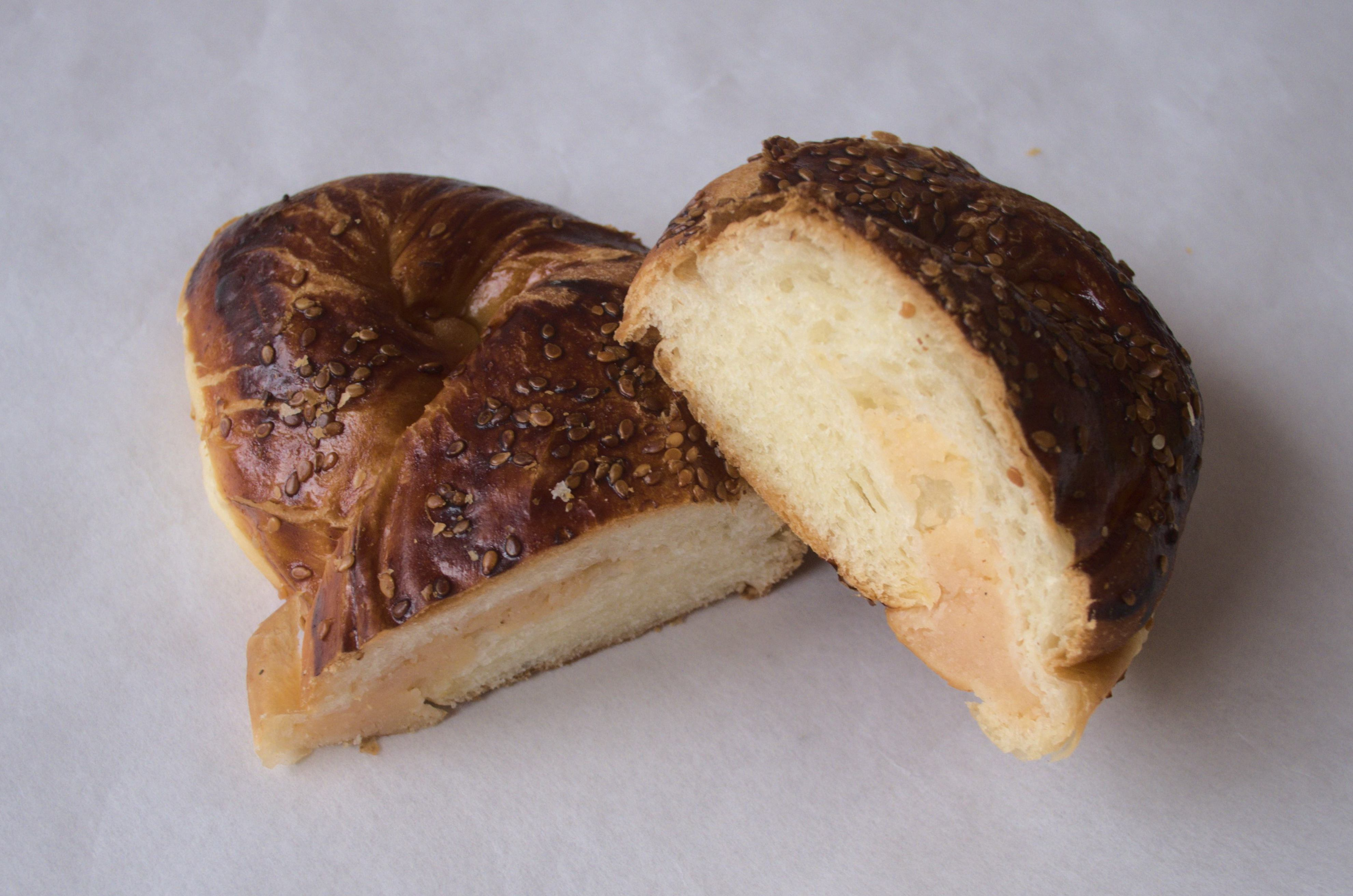
Vue de l'intérieur d'un açma fourré à la purée de pommes de terre (variante patatesli).
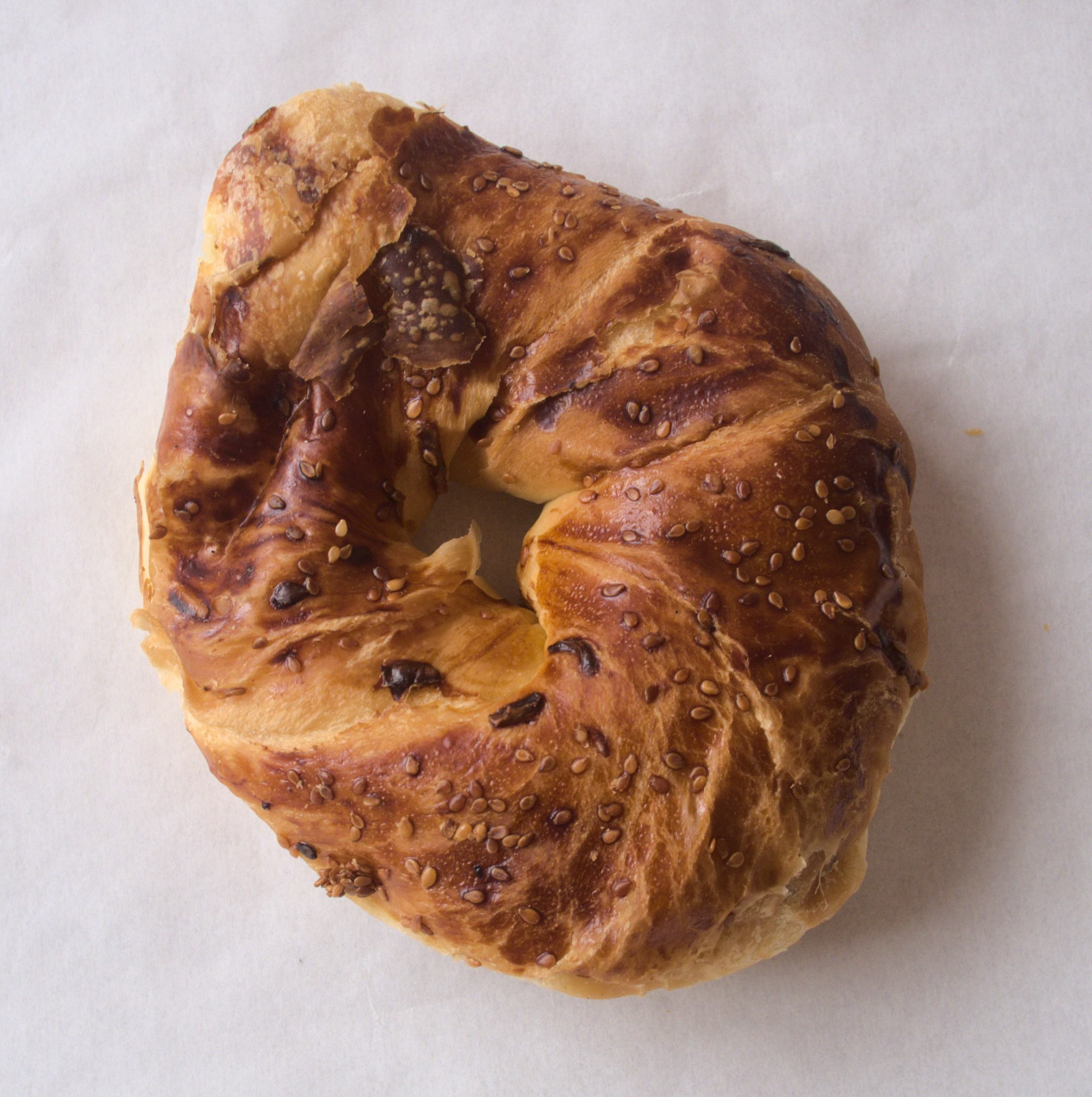
Vue du dessus d'un açma fourré au fromage (variante kaşarlı).
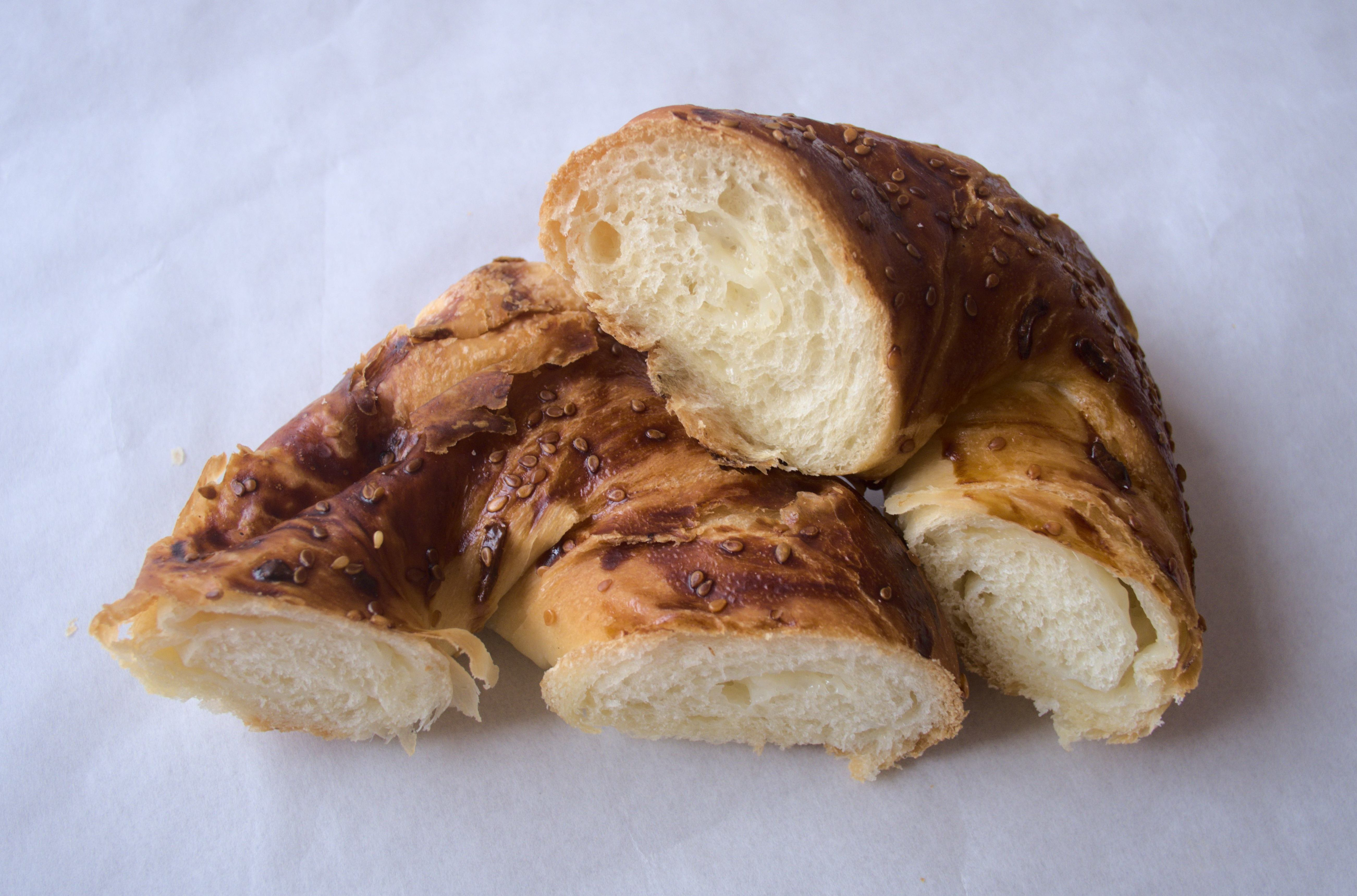
Vue de l'intérieur d'un açma fourré au fromage  (variante kaşarlı).
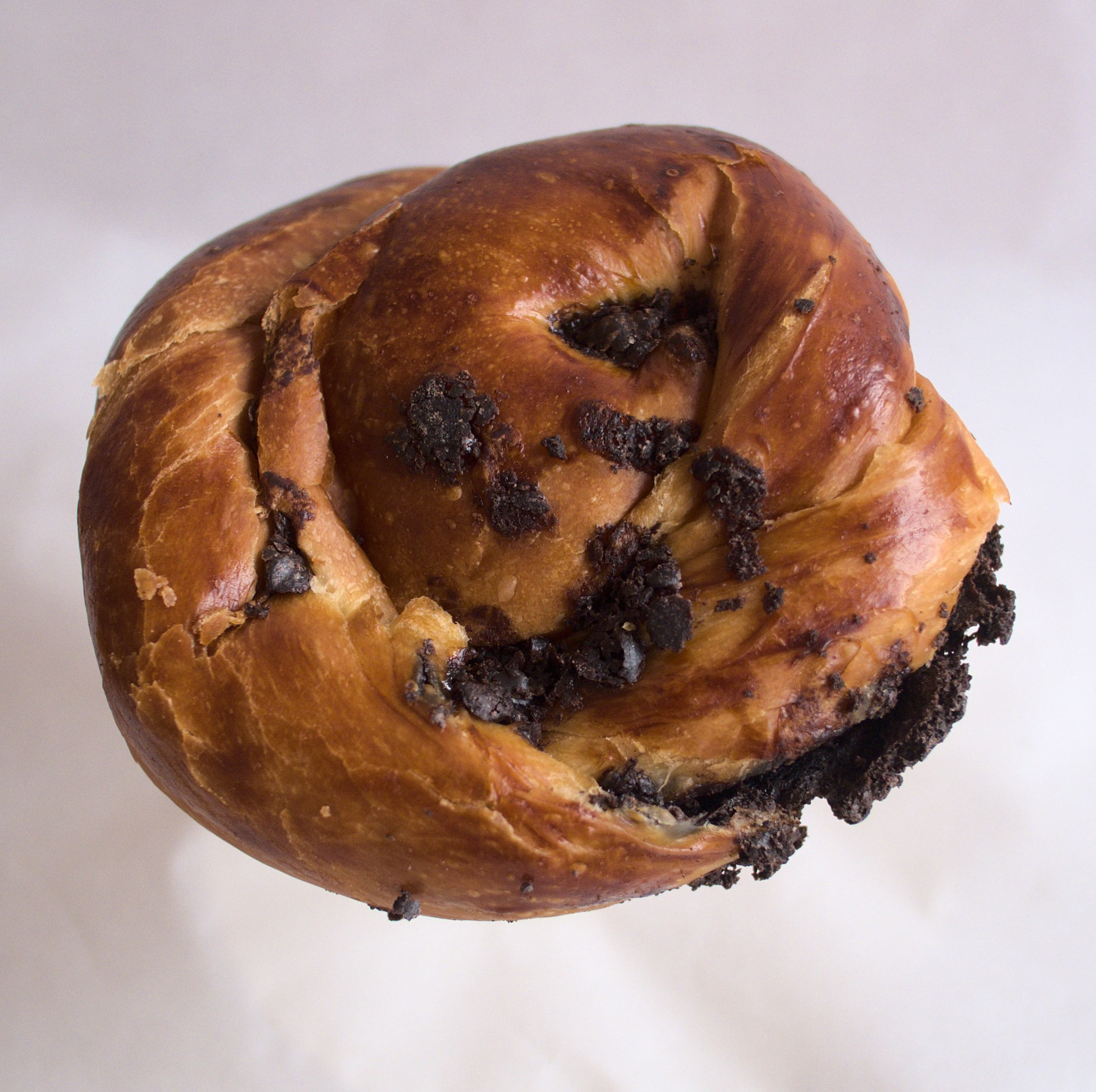
Vue d'un açma fourré au chocolat.
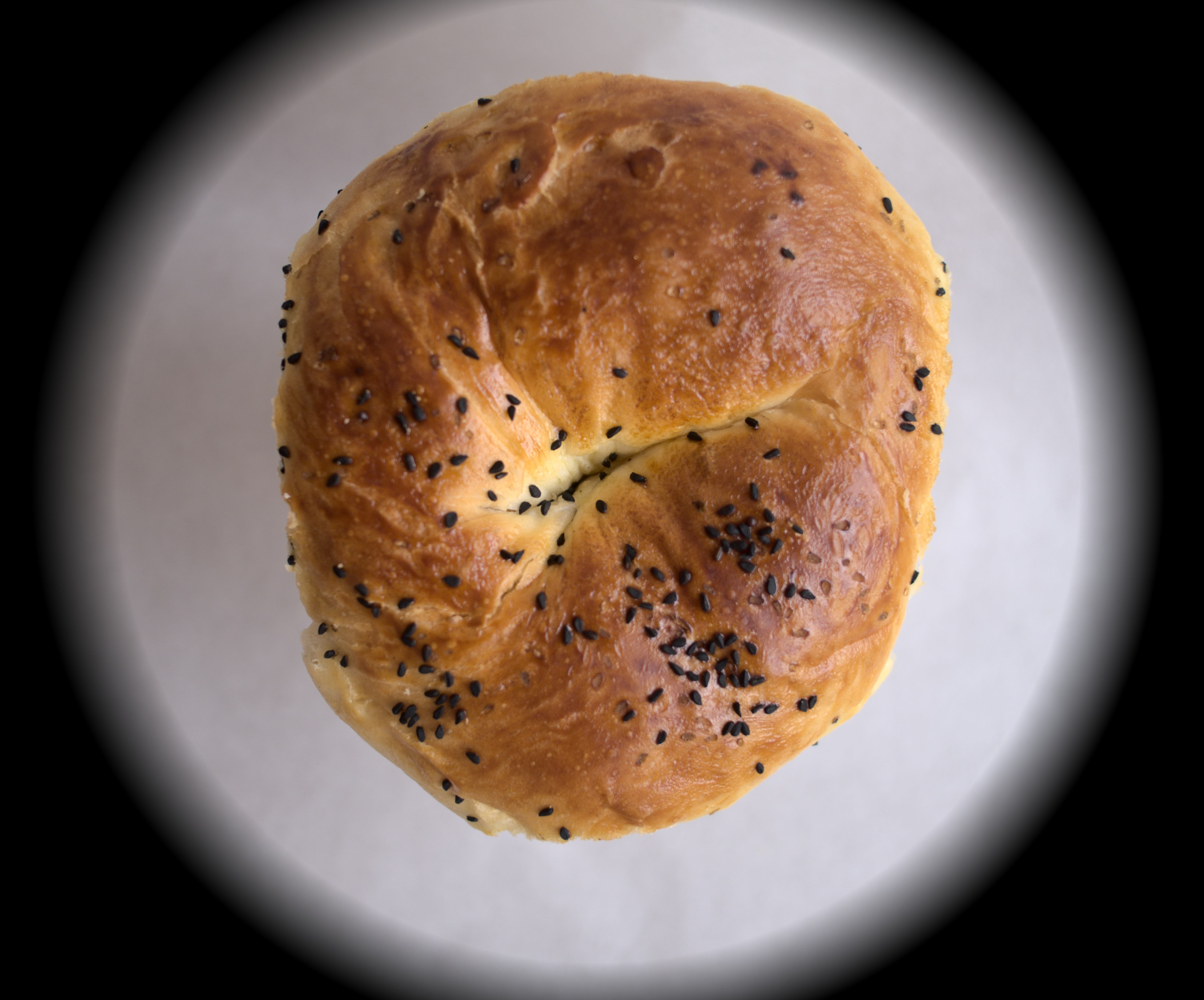
Vue du dessus d'un açma garni de graines de cumin noir.
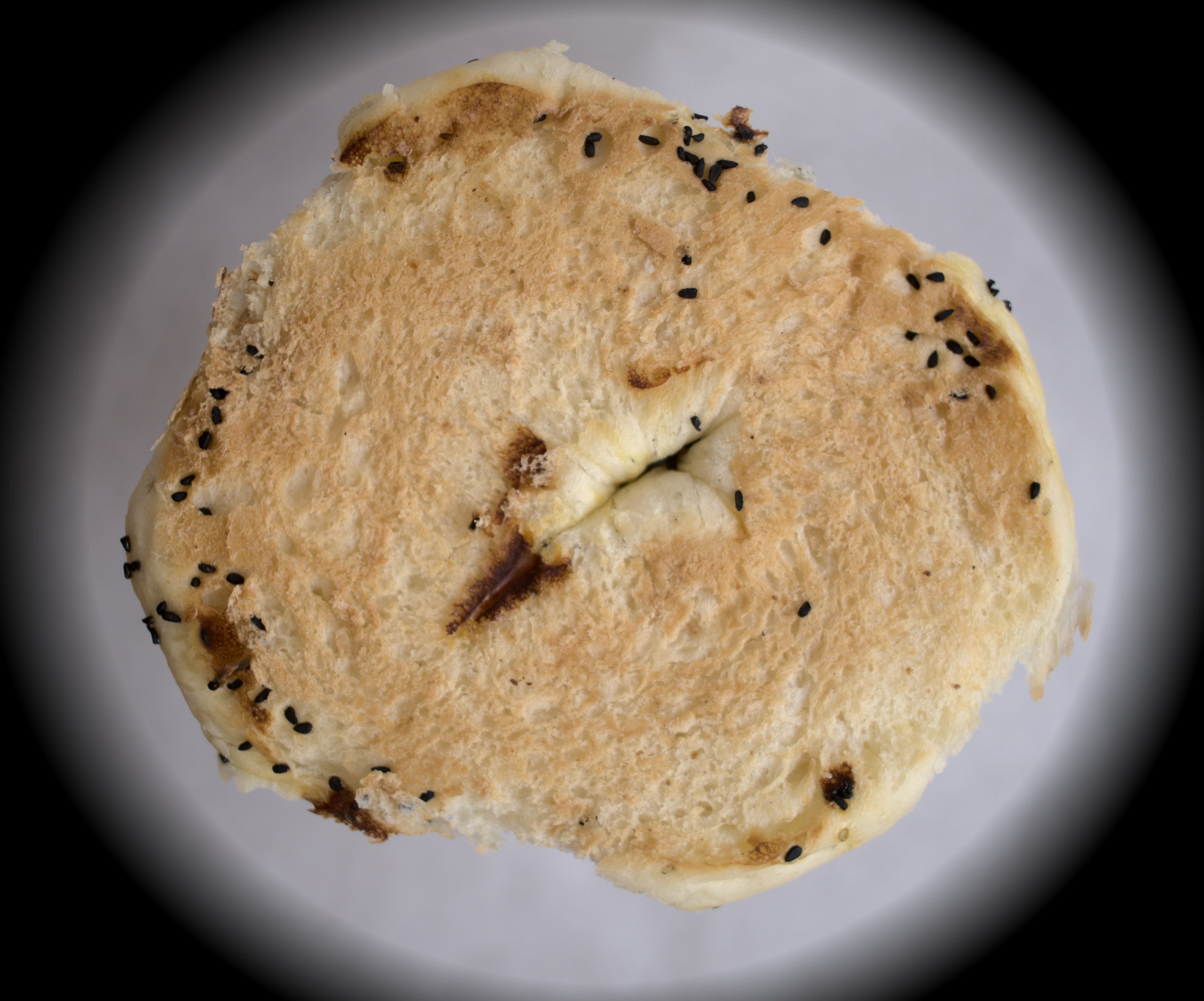
Vue du dessous d'un açma.
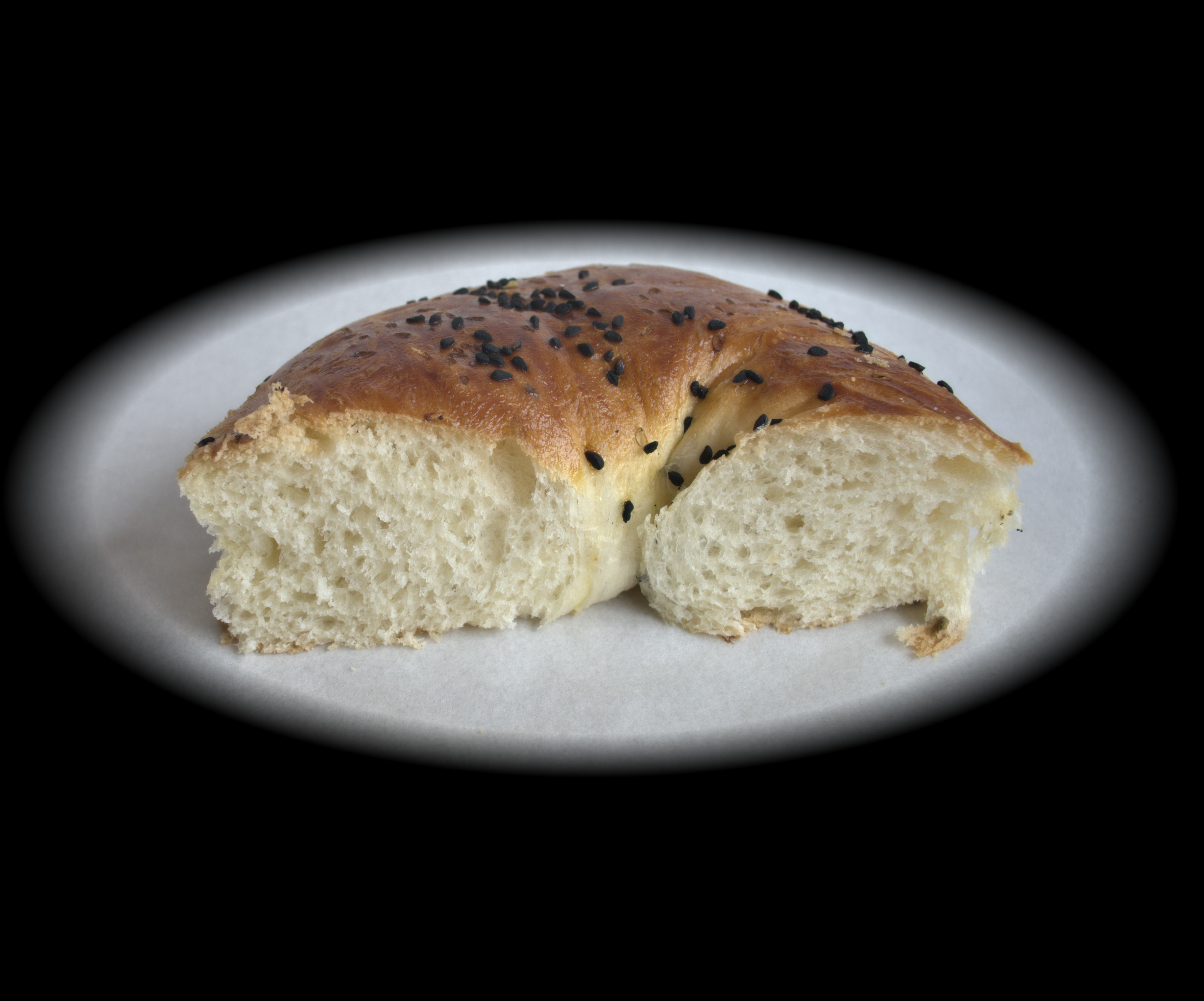
Vue de l'intérieur moelleux d'un açma.